# Beaulieu-sous-Parthenay
Pour les articles homonymes, voir Beaulieu et Parthenay (homonymie).

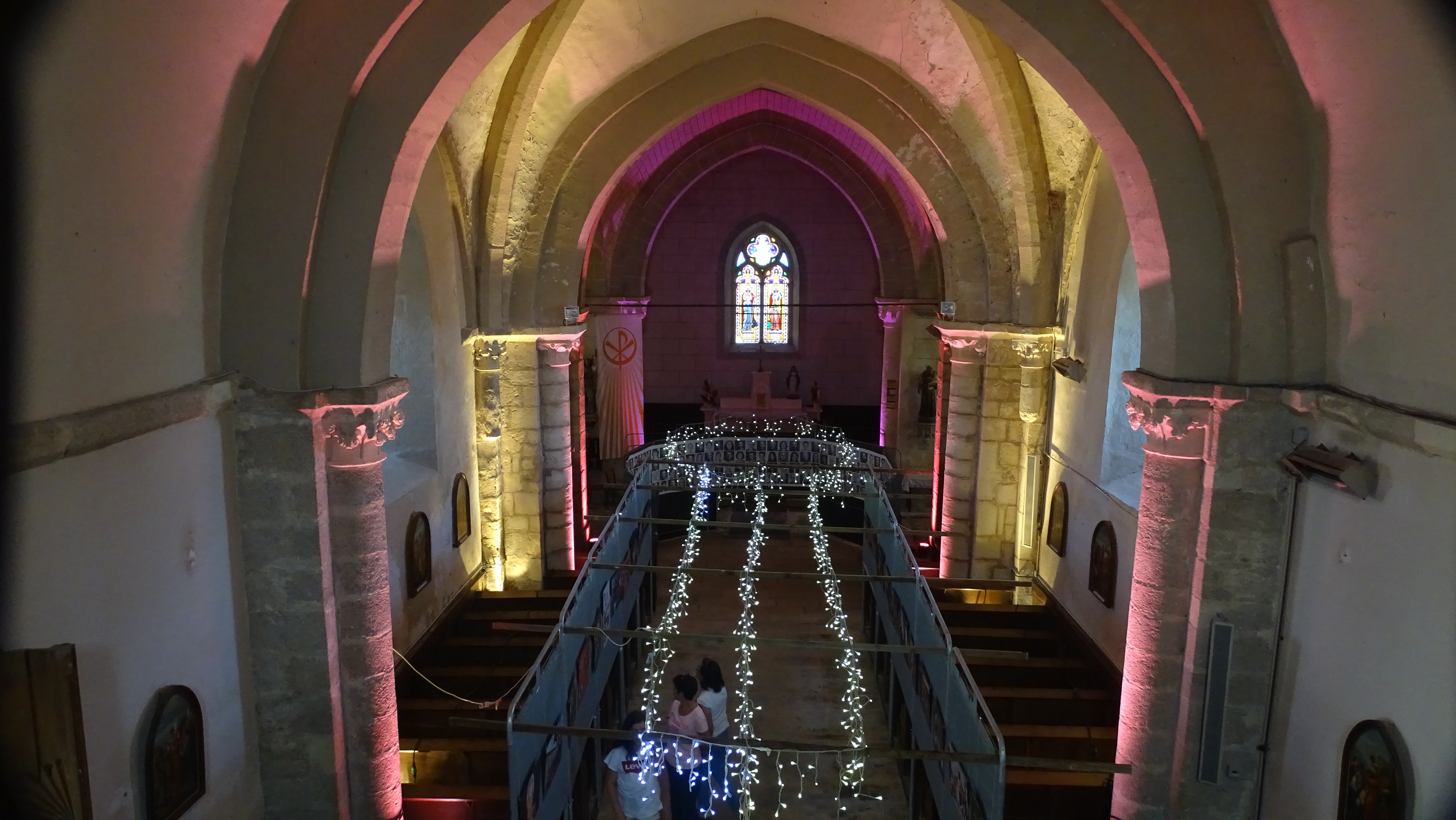

Beaulieu-sous-Parthenay, en poitevin-saintongeais « Bealu » ou « Bialu », est une commune du Centre-Ouest de la France située dans le département des Deux-Sèvres, en région Nouvelle-Aquitaine.

## Géographie
La commune de Beaulieu-sous-Parthenay est située au nord-est du canton de Mazières-en-Gâtine, dans le centre du département des Deux-Sèvres, sur une ancienne route reliant Parthenay à Saint-Maixent-l'École.
En dehors du bourg, l’habitat est dispersé. Environ 60 groupements de bâtiments ou villages constellent le territoire. Cette dissémination des lieux de peuplement est essentiellement due aux innombrables sources qui jaillissent du sol. L’eau a toujours été nécessaire pour organiser la vie. Les limites de la commune sont dessinées par des ruisseaux ou des rivières sur au moins 60 % de son périmètre. Les étangs font partie du paysage, façonné du primaire ancien au Jurassique inférieur, qui a laissé d’épaisses couches d’argile. Le granit et les schistes cristallins affleurent fréquemment, en ponctuant les prairies de chirons, ces gros blocs laissés par l’érosion.
La commune qui connut un millier d’habitants au début du XXe siècle, régressa jusqu'à 530 béalociens en 1975. La proximité de Parthenay permet aujourd’hui[Quand ?] une expansion lente mais régulière. La population est voisine de 650 personnes, soit une densité de 23 habitants au km². Sa répartition par tranche d’âges est proche de la moyenne du département. Le parc de logement est ancien, 40 % ont été construits après  1975. La quasi-totalité des résidences principales est constituée de maisons individuelles.  Le réseau routier comprend cinq routes départementales dont la RD 938 de Parthenay à  Saint Maixent l’Ecole, du nord au sud,  et la RD 22 de Mazières-en-Gâtine à Thenezay de l’ouest à l’est. Les voies intercommunales ont une longueur voisine de  20 km, les routes communales de  21 environ, et les chemins ruraux côtoient les 31 km, dont 15 sont particulièrement adaptés à la randonnée.

### Climat
Pour des articles plus généraux, voir Climat de la Nouvelle-Aquitaine et Climat des Deux-Sèvres.
Historiquement, la commune est exposée à un climat océanique du nord-ouest.  
En 2020, Météo-France publie une typologie des climats de la France métropolitaine dans laquelle la commune est exposée à un climat océanique et est dans la région climatique  Poitou-Charentes, caractérisée par un bon ensoleillement, particulièrement en été et des vents modérés.
Pour la période 1971-2000, la température annuelle moyenne est de 11,4 °C, avec une amplitude thermique annuelle de 14,5 °C. Le cumul annuel moyen de précipitations est de 951 mm, avec 12,9 jours de précipitations en janvier et 7,5 jours en juillet. Pour la période 1991-2020, la température moyenne annuelle observée sur la station météorologique la plus proche, située sur la commune de Parthenay à 8 km à vol d'oiseau, est de 12,3 °C et le cumul annuel moyen de précipitations est de 830,6 mm,. Pour l'avenir, les paramètres climatiques de la commune estimés pour 2050 selon différents scénarios d’émission de gaz à effet de serre sont consultables sur un site dédié publié par Météo-France en novembre 2022.

## Urbanisme

### Typologie
Au 1er janvier 2024, Beaulieu-sous-Parthenay est catégorisée commune rurale à habitat dispersé, selon la nouvelle grille communale de densité à sept niveaux définie par l'Insee en 2022.
Elle est située hors unité urbaine. Par ailleurs la commune fait partie de l'aire d'attraction de Parthenay, dont elle est une commune de la couronne,. Cette aire, qui regroupe 26 communes, est catégorisée dans les aires de moins de 50 000 habitants,.

### Occupation des sols
L'occupation des sols de la commune, telle qu'elle ressort de la base de données européenne d’occupation biophysique des sols Corine Land Cover (CLC), est marquée par l'importance des territoires agricoles (81,1 % en 2018), une proportion identique à celle de 1990 (81,1 %). La répartition détaillée en 2018 est la suivante : 
prairies (39,3 %), terres arables (29 %), forêts (17,8 %), zones agricoles hétérogènes (12,8 %), zones urbanisées (1,1 %). L'évolution de l’occupation des sols de la commune et de ses infrastructures peut être observée sur les différentes représentations cartographiques du territoire : la carte de Cassini (XVIIIe siècle), la carte d'état-major (1820-1866) et les cartes ou photos aériennes de l'IGN pour la période actuelle (1950 à aujourd'hui).

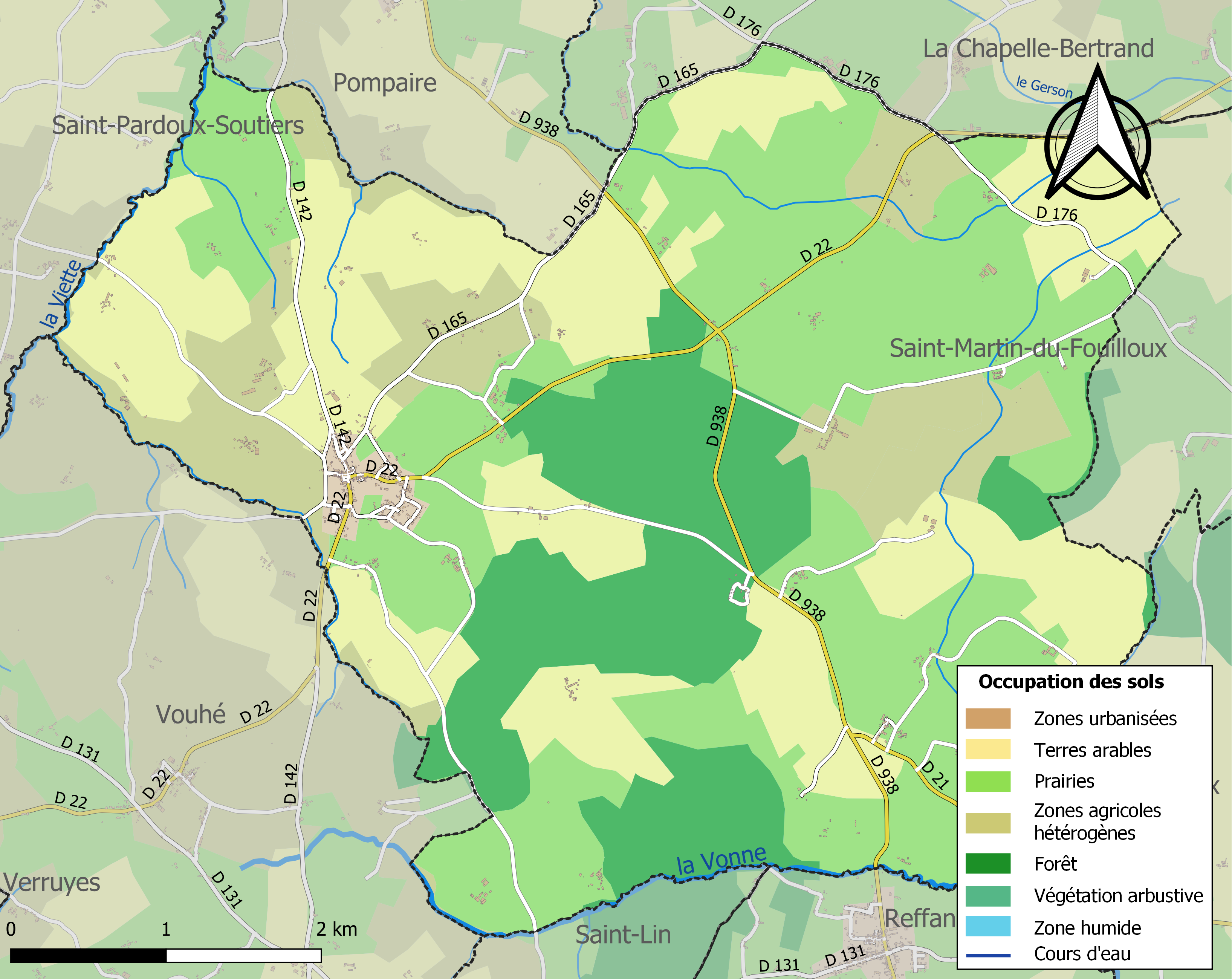
Carte des infrastructures et de l'occupation des sols de la commune en 2018 (CLC).

### Risques majeurs
Le territoire de la commune de Beaulieu-sous-Parthenay est vulnérable à différents aléas naturels : météorologiques (tempête, orage, neige, grand froid, canicule ou sécheresse), inondations, mouvements de terrains et séisme (sismicité modérée). Il est également exposé à un risque technologique,  le transport de matières dangereuses, et à un risque particulier : le risque de radon. Un site publié par le BRGM permet d'évaluer simplement et rapidement les risques d'un bien localisé soit par son adresse soit par le numéro de sa parcelle.

#### Risques naturels
Certaines parties du territoire communal sont susceptibles d’être affectées par le risque d’inondation par débordement de cours d'eau, notamment la Vonne et la Viette. La commune a été reconnue en état de catastrophe naturelle au titre des dommages causés par les inondations et coulées de boue survenues en 1982, 1983, 1992, 1995, 1999 et 2010,.

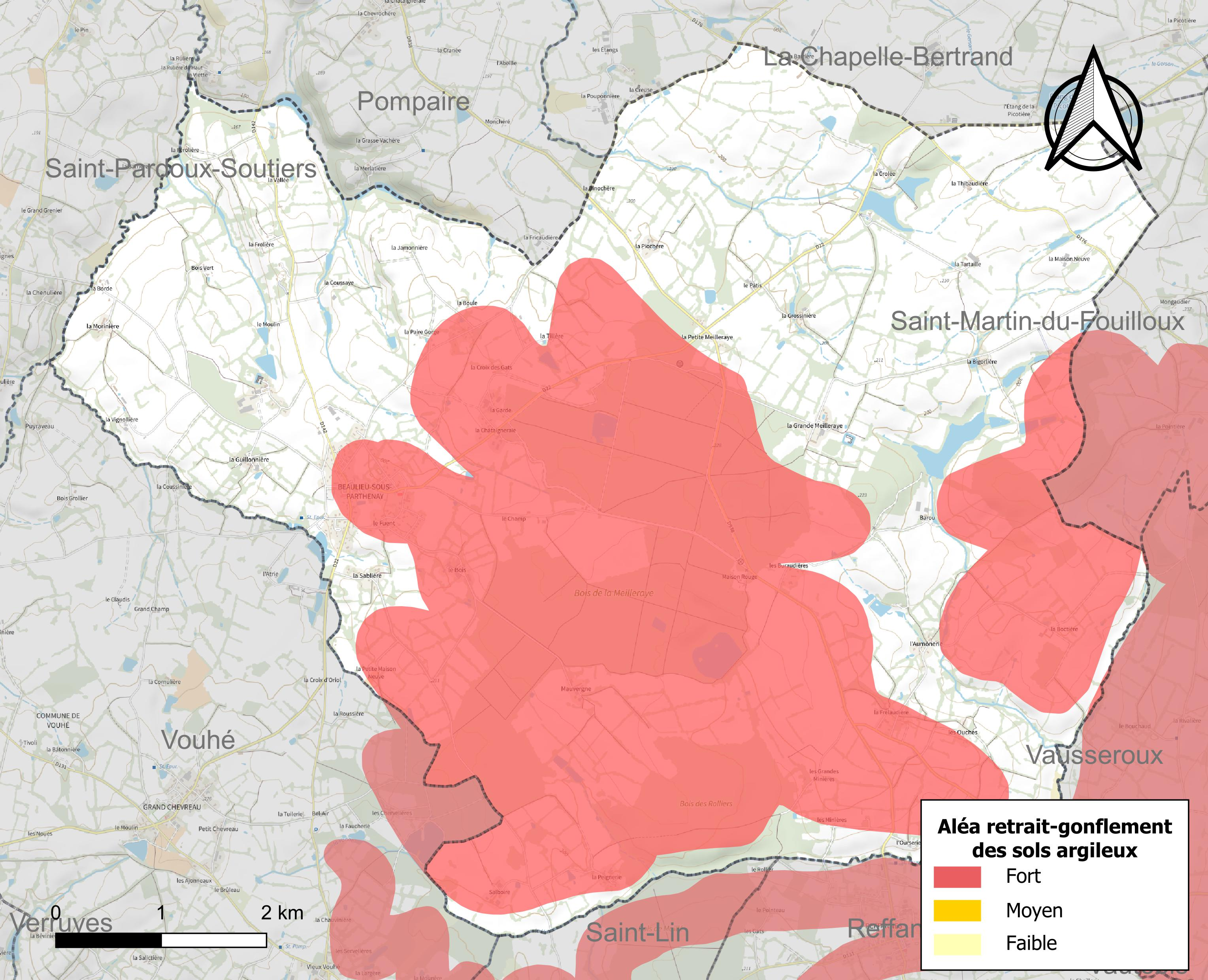
Carte des zones d'aléa retrait-gonflement des sols argileux de Beaulieu-sous-Parthenay.

Les mouvements de terrains susceptibles de se produire sur la commune sont des tassements différentiels. Le retrait-gonflement des sols argileux est susceptible d'engendrer des dommages importants aux bâtiments en cas d’alternance de périodes de sécheresse et de pluie. 46,2 % de la superficie communale est en aléa moyen ou fort (54,9 % au niveau départemental et 48,5 % au niveau national). Depuis le 1er octobre 2020, en application de la loi ELAN, différentes contraintes s'imposent aux vendeurs, maîtres d'ouvrages ou constructeurs de biens situés dans une zone classée en aléa moyen ou fort,.
La commune a été reconnue en état de catastrophe naturelle au titre des dommages causés par la sécheresse en 1989, 1991 et 2005 et par des mouvements de terrain en 1999 et 2010.

#### Risque particulier
Dans plusieurs parties du territoire national, le radon, accumulé dans certains logements ou autres locaux, peut constituer une source significative d’exposition de la population aux rayonnements ionisants. Selon la classification de 2018, la commune de Beaulieu-sous-Parthenay est classée en zone 3, à savoir zone à potentiel radon significatif.

## Toponymie
Beaulieu vient du latin « bellus locus », « lieu beau », endroit agréable à habiter.
Avant 1880, sur l'Etat Civil, Beaulieu n'est jamais « sous Parthenay » mais Beaulieu tout court (suivi parfois de canton de Mazières). Sur les registres paroissiaux les curés signent jusqu'en 1792 : curé de Beaulieu ou de Saint Benoît de Beaulieu.
Malgré son nom, la commune essentiellement rurale, n'est pas un satellite de Parthenay.
Pour l'évêché de Poitiers, au début XIXe siècle, Beaulieu est dit "en Gâtine" (extrait des registres de l'Evéché : "...le 25 juillet 1812, Monsieur André Charbonneaux, prêtre, né à Lonny, ancien chanoine régulier du chapitre d'Airvault en ce diocèse a été nommé à la succursale de Beaulieu en Gâtine, canton de Mazières..."
Pourquoi Beaulieu ne reviendrait-il pas « en Gâtine » comme ses voisines Mazières en Gâtine, La Boissière en Gâtine... puisque de la même communauté de communes et évitant ainsi d'être considérée comme une annexe de Parthenay, ce qu'elle n'est en rien ?

De nombreuses communes portent ce nom unique. Pour éviter les confusions, on indique le département entre parenthèses : ce sont Beaulieu (Ardèche), Beaulieu (Cantal), Beaulieu (Côte-d'Or), Beaulieu (Hérault), Beaulieu (Indre), Beaulieu (Isère), Beaulieu (Haute-Loire), Beaulieu (Nièvre), Beaulieu (Orne), Beaulieu (Puy-de-Dôme). Certaines communes ont adjoint, pour se différencier, un mot indiquant leur situation : Beaulieu-sous-Parthenay, Beaulieu-sur-Mer, Beaulieu-sur-Loire, Beaulieu-sur-Layon, Beaulieu-sous-la-Roche, Beaulieu-les-Fontaines, Beaulieu-sur-Sonnette, Beaulieu-sur-Oudon, Beaulieu-en-Argonne, Beaulieu-lès-Loches, Beaulieu-sur-Dordogne.

Le gentilé des habitants de Beaulieu est très varié : Béalocien, Beaulieusard, Beaulieurois, Bellilocien, Bellieurain, Bellilocois, Belliloquois, Belliloqueteux, Belliquière, Berlugan, Beloudonien.

## Histoire
Les premiers témoignages de séjour sur le territoire datent du néolithique supérieur, il y a cinq millénaires. Il a été retrouvé des haches polies sur un coteau de la Viette près de la Férolière. Les labours ont remonté à la lumière cet outil primitif. Beaucoup plus tard, l'occupation romaine a fixé bon nombre de chemins pour mieux contrôler les turbulentes tribus celtes qui occupaient l'espace.
L'église possède de nombreux éléments de maçonnerie originaires du XIIe siècle, le porche, des chapiteaux, ainsi que des corbeaux supports de colonnettes, que le tailleur de pierres a sculpté sous forme de têtes humanoïde et de félins, peut-être pour rappeler un ancien culte païen célébré sur l'emplacement actuel de l’église qui couvre des puits aujourd'hui disparus. Elle est caractérisée par l'inclinaison de son clocher, que les récentes réfections n'ont pu corriger.
La commune comprend plusieurs anciens logis fortifiés construits au XIVe siècle, dont le château de la Guyonnière, encore entouré de douves baignant un jardin d'inspiration médiévale. Le château de la Meilleraye, ancienne demeure qui fut somptueuse, où séjourna le maréchal de France Charles de La Porte, fut édifié au XVIIe siècle sur l'emplacement d'une ancienne maison forte. Ses ruines romantiques, classées, attendent une conjonction d'évènements favorables pour être mises en valeur.
Plusieurs borderies ont été construites en moellons de granit à cette époque, dont celle de La Sablière qui porte la date de 1608 sur la clef de la voûte d'entrée.
Pour appréhender l'origine des noms des lieux-dits, il est prudent de les étudier, avant toute référence livresque, à la lumière du parler local (poitevin).
L'histoire communale autour des lieux-dits et des habitants a fait l'objet d'un chapitre documenté dans l'ouvrage de Maurice Poignat Le Pays de Gâtine.
Par ailleurs, celle-ci a été régulièrement développée dans un bulletin trimestriel "l'Eloase" (l'éclair en poitevin) édité par l'association "Vivre au Pays", de 1980 à 2002. Une collection complète a été remise à la mairie où elle peut être consultée.

## Politique et administration
| Période   | Période  | Identité                                         | Étiquette | Qualité                             |
| --------- | -------- | ------------------------------------------------ | --------- | ----------------------------------- |
| 1834      | 1837     | Jacques Poindessault                             |           |                                     |
| 1837      | 1842     | Jouneau                                          |           |                                     |
| 1843      | 1874     | Pierre Jollit                                    |           |                                     |
| 1874      | 1891     | Jamain                                           |           |                                     |
| 1882      | 1896     | Honoré Gaillard                                  |           |                                     |
| 1896      | 1917     | Emile Poindessault                               |           |                                     |
| 1918      | 1920     | Pierre Chaigneau - Jean Bichot (maires délégués) |           |                                     |
| 1920      | 1939     | Armand Charron                                   |           |                                     |
| 1939      | 1940     | André David                                      |           |                                     |
| 1941      | 1944     | Anor Jollit                                      |           | Président de la délégation spéciale |
| 1945      | 1967     | André David                                      |           |                                     |
| 1967      | 1989     | Gérard Poindessault                              |           |                                     |
| 1989      | 2001     | Roger Pelletier                                  |           |                                     |
| mars 2001 | 2008     | Jean Tournayre                                   |           |                                     |
| mars 2008 | 2014     | Jean Tournayre                                   |           |                                     |
| mars 2014 | En cours | Francine Chausseray                              | SE        | Retraitée                           |

## Démographie
L'évolution du nombre d'habitants est connue à travers les recensements de la population effectués dans la commune depuis 1793. Pour les communes de moins de 10 000 habitants, une enquête de recensement portant sur toute la population est réalisée tous les cinq ans, les populations de référence des années intermédiaires étant quant à elles estimées par interpolation ou extrapolation. Pour la commune, le premier recensement exhaustif entrant dans le cadre du nouveau dispositif a été réalisé en 2006.

En 2022, la commune comptait 676 habitants, en évolution de +0,15 % par rapport à 2016 (Deux-Sèvres : +0,18 %, France hors Mayotte : +2,11 %).
| 1793 | 1800 | 1806 | 1821 | 1831 | 1836 | 1841 | 1846 | 1851 |
| ---- | ---- | ---- | ---- | ---- | ---- | ---- | ---- | ---- |
| 800  | 925  | 730  | 916  | 990  | 924  | 867  | 871  | 874  |

| 1856 | 1861 | 1866 | 1872 | 1876 | 1881 | 1886 | 1891 | 1896 |
| ---- | ---- | ---- | ---- | ---- | ---- | ---- | ---- | ---- |
| 871  | 839  | 853  | 840  | 849  | 900  | 985  | 953  | 984  |

| 1901  | 1906  | 1911  | 1921 | 1926 | 1931 | 1936 | 1946 | 1954 |
| ----- | ----- | ----- | ---- | ---- | ---- | ---- | ---- | ---- |
| 1 037 | 1 046 | 1 030 | 860  | 796  | 755  | 738  | 700  | 679  |

| 1962 | 1968 | 1975 | 1982 | 1990 | 1999 | 2006 | 2011 | 2016 |
| ---- | ---- | ---- | ---- | ---- | ---- | ---- | ---- | ---- |
| 650  | 575  | 533  | 584  | 591  | 623  | 638  | 671  | 675  |

| 2021 | 2022 | - | - | - | - | - | - | - |
| ---- | ---- | - | - | - | - | - | - | - |
| 672  | 676  | - | - | - | - | - | - | - |

## Économie
Sur les 2 670 hectares de la commune, une trentaine d'exploitations agricoles, d'une superficie moyenne de 60 ha, se sont spécialisées dans l'élevage bovin, ovin et caprin, ainsi que dans la production laitière. Les terres labourables sont destinées essentiellement aux productions d'aliments pour le bétail sous forme d'ensilage vert et de céréales. Le bocage est soigneusement entretenu pour l'élevage extensif ovin, et  bovin. Une exploitation élève des canards en hors sol. Enfin, le tourisme vert a fait naître quelques vocations. Les bois et la forêt couvrent le tiers du territoire. Ils permettent l'exploitation forestière, ainsi que la chasse au petit et au gros gibier.
Le commerce et l'artisanat contribuent à animer la commune. Dans le bourg, trois commerces : une boulangerie, un bar-tabac distributeur de journaux, un salon de coiffure, sont proches de la place Saint-Benoît. Les artisans et animateurs de petites entreprises couvrent la distribution, l'entretien de l'habitat et des espaces verts. Le tourisme vert a permis la création de l'accueil en chambres d'hôtes, et gîtes.
Les différentes associations ont tissé un réseau social qui se manifeste par l'entraide, le sport, les activités culturelles et festives. Des manifestations annuelles comme « La Main Verte » le troisième weekend d'avril (présentation et vente de végétaux), la foire aux puces et la brocante le troisième samedi d'août, ou  ponctuelles dans le cadre des manifestations sportives (football, cyclisme, pétanque) et des ateliers culturels régionaux, permettent régulièrement à la population et à ses voisins de se rencontrer. De plus, le club de « tennis loisirs Beaulieu-Vouhé » refait son apparition en 2009 avec une nouvelle équipe dirigeante.
La commune est partagée entre différentes zones d'influences. La plus importante est celle du pôle industriel, commercial, éducatif, administratif, et culturel de Parthenay, dont elle tire une partie de son nom. En effet le tiers de la population active travaille dans ce bassin d'emploi. Les courses familiales hebdomadaires y sont réalisées pour l'essentiel. Le vendredi après-midi, et le samedi pour les salariés. Le mercredi pour les populations rurales, dont le marché hebdomadaire ponctue la semaine depuis des décennies. La commune appartient à cette circonscription à laquelle elle est rattachée pour le secours incendie, et bien sûr pour une partie des actes médicaux. Niort est la seconde destination des salariés, des chalands. La communauté de communes du Pays Sud-Gâtine, établissement public de coopération intercommunale dont le siège est à Saint-Lin, regroupe les mêmes communes que le canton de Mazières-en-Gâtine. Mazières-en-Gâtine, chef lieu du canton abrite le collège, une section de gendarmerie, et un bureau du Trésor public. La population revendique son appartenance à la Gâtine.

## Lieux et monuments
- Château de la Guyonnière[25],

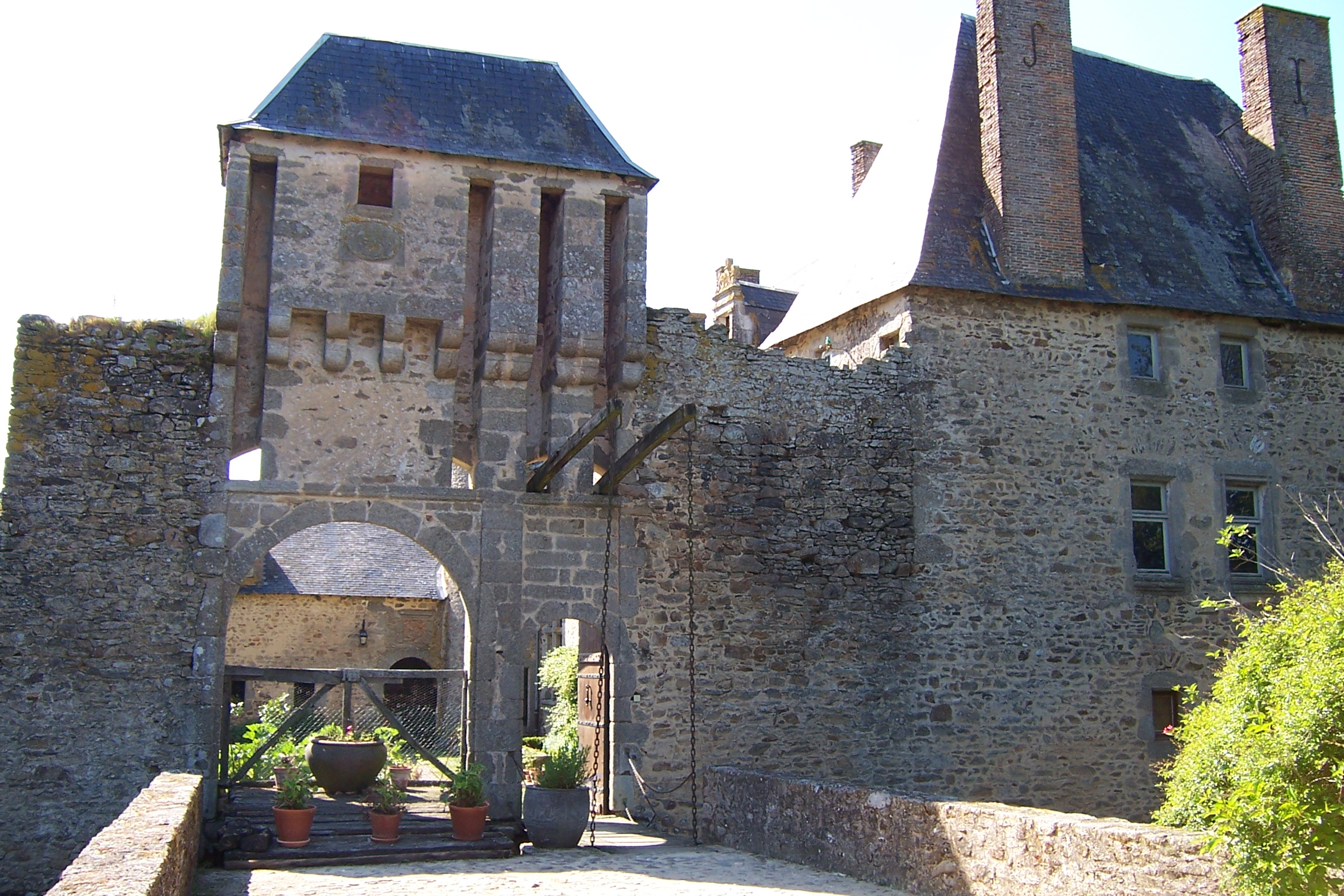
Le château de la Guyonnière.

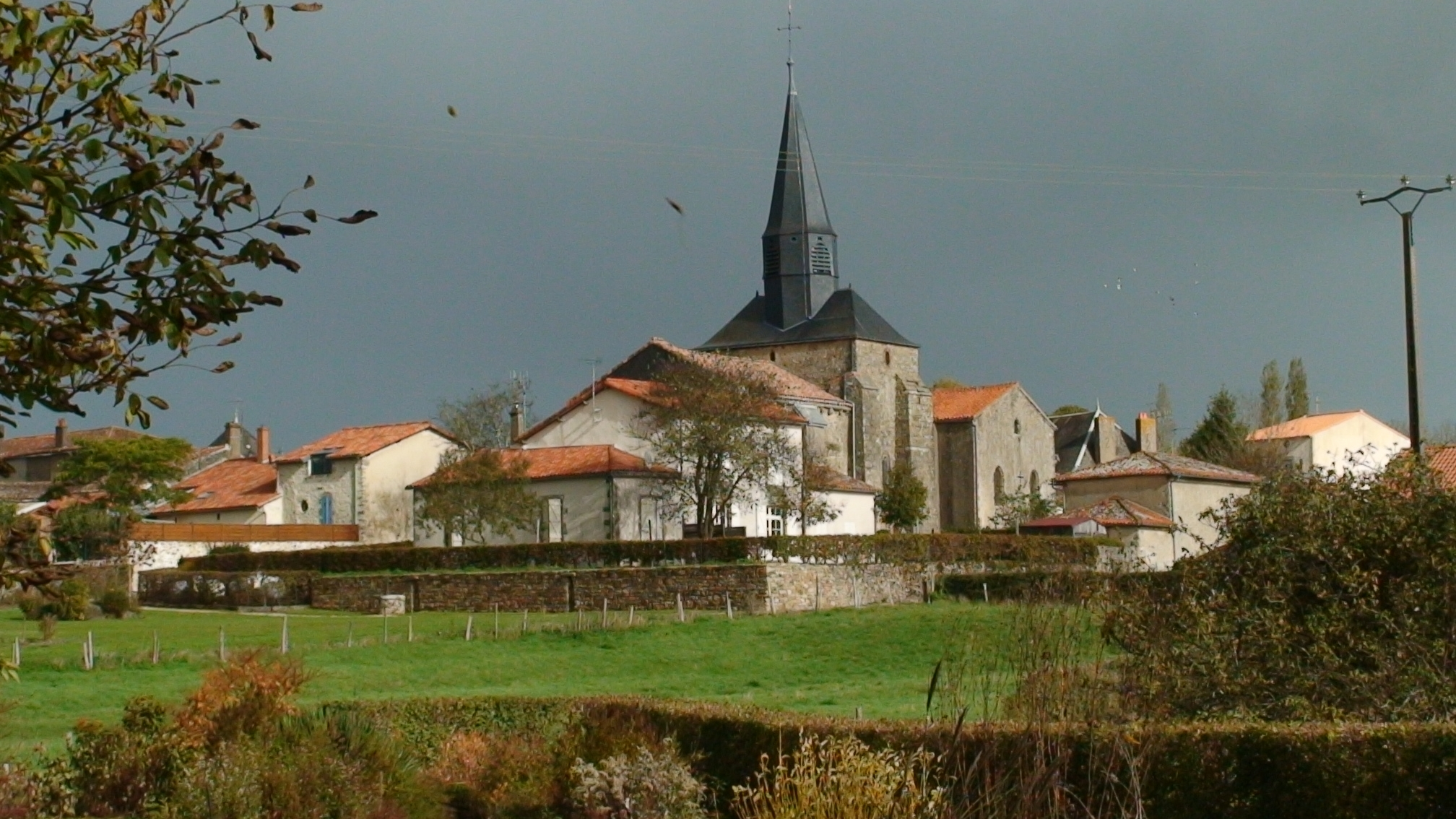

- Ruines du château de la Meilleraye - XVIIe siècle[26],
- Église Saint-Benoît - XIIe et XVIIe siècles,
- Ancienne chapelle Saint-Clodoalt à la Grande Meilleraye - XVIIe siècle,
- Vestige du prieuré Fontevriste de la Bignotière ou Bigorlière avec sa métairie - XVIIe siècle,
- Maison de noble de Bois-vert (quelques vestiges) - XVIe siècle,
- Métairie des Buraudières - XVIIe siècle,
- Tour et étang de la Crolée, vestige d'un domaine et d'une maison forte - XVIe siècle,
- Maison forte de la Férolière - XIVe et XVe siècles,
- Ferme fortifiée de la Boctière - XVIe siècle,
- Métairie de la Grolière - XVe siècle,
- Maison forte et métairie de Mauvergne - XIVe siècle,
- Maison forte et métairie de l’Ourserie - XVe siècle,
- Métairie de la Tartaille - XVIe siècle,
- Métairie de la Sablière - XVIIe siècle,
- Métairie de Salboire,
- Maison forte et métairie de la Coussaie - XVIe siècle,
- Métairie de la Boule - XVIe siècle,
- Maison forte et métairie des Ouches,
- Moulin de l’Aumônerie - XVIIe siècle,
- Traces d’établissements pré-industriel à Barou - XVIe siècle,
- Ancien four à chaux et tuilerie à la Petite Meilleraye - XIXe siècle[27],
- Ancienne gare de la Petite Meilleraye - fin XIXe siècle.

 (avril 2009).
Si vous disposez d'ouvrages ou d'articles de référence ou si vous connaissez des sites web de qualité traitant du thème abordé ici, merci de compléter l'article en donnant les références utiles à sa vérifiabilité et en les liant à la section « Notes et références ».